# Карате клуб „Енергија” Бања Лука
Карате клуб „Енергија“ је карате клуб из Бање Луке. 

## Историјат
Основан је крајем 2006. године. У периоду 2014–2017. био је најуспјешнији клуб у БиХ у конкуренцији до 14 година, a 2017–2019. најуспјешнији у кадетској, јуниорској и млађој сениорској конкуренцији. Од 2014. чланови овог клуба редовно су учествовали на балканским, европским и свјетским првенствима. До 2021. освојили су око 50 медаља и 12 шампионских титула на првенствима Балкана у различитим узрасним категоријама. Шампиони Свјетског купа за младе су: Павле Дујаковић (2014, 2015), Михајло Станић (2015) и Милан Лепер (2017). У Свјетској лиги за младе чланови клуба „Енергија“ освојили су укупно 15 медаља, а шампионске титуле припале су: Паоли Kостић (Софија 2018), Павлу Дујаковићу (Умаг 2018) и Анђели Стојић (Лимасол 2019, Умаг 2019). За најталентованије спортисте Бање Луке изабрани су Николина Чучак (2017) и Павле Дујаковић (2019). Олимпијски комитет БиХ додијелио је Анђели Стојић посебну награду за истакнути резултат у 2019. години.